# Deses
Deses – dźwięk, którego częstotliwość dla deses¹ wynosi około 261,6 Hz.  Jest to obniżony za pomocą podwójnego bemola dźwięk d. Dźwięki enharmonicznie równoważne to: his i c.